# اقتصاد (باشقیرستان)
اقتصاد (انگلیسی: Ikhtisad) یک شهرک در شهرستان میاکینسکی استان باشقیرستان کشور روسیه است.